# Santuário do Senhor Jesus dos Milagres

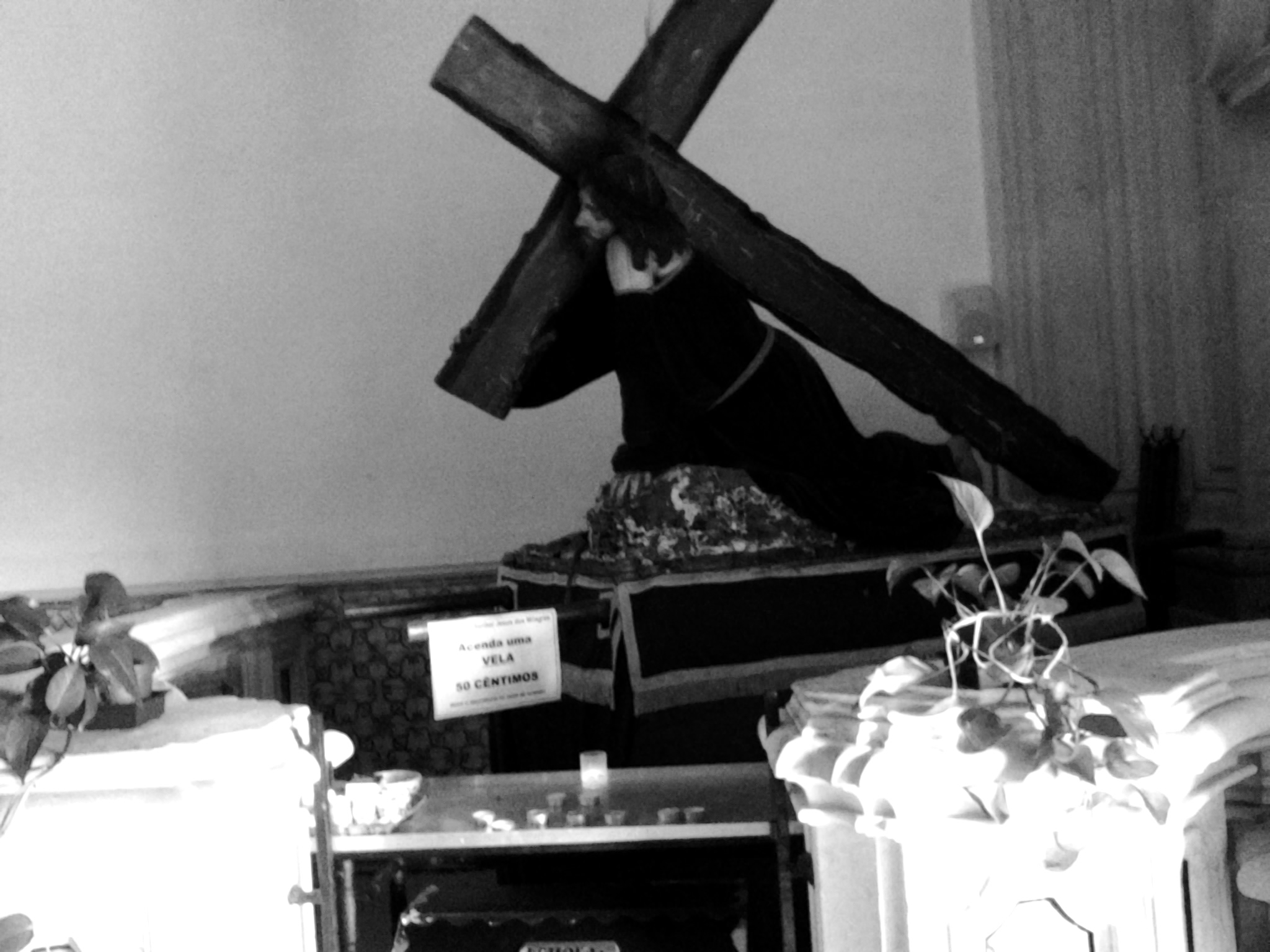
Imagem do Senhor dos Passos junto à entrada do Santuário dos Milagres.

O Santuário do Senhor Jesus dos Milagres ou, simplesmente, Santuário dos Milagres, também referido como Igreja Paroquial de Milagres e Igreja do Senhor Jesus dos Milagres, é um santuário situado no centro da freguesia de Milagres, a 6 km da cidade de Leiria e sob jurisdição religiosa da Diocese de Leiria-Fátima.

## História / Características
Na vila de Milagres, apesar de pequena, ergue-se uma imponente igreja numa pequena colina. A igreja foi fundada no século XVIII, em honra de um milagre atribuído a Jesus Cristo que lá ocorreu: um paralítico chamado Manuel Francisco Maio vivia naquele lugar e usava uma placa de cortiça para se deslocar; certo dia, ao ver o seu meio de transporte partido, começou a invocar a ajuda do Senhor Jesus de Aveiro, tendo acabado por adormecer no local. Quando o mendigo acordou, já estava curado e conseguia andar.
Desde então outros milagres se sucederam no local, e com o dinheiro das esmolas de devotos que aí se deslocavam foi possível construir a igreja, a qual começou a ser edificada no ano de 1732. Em 1750 o interior estava concluído, mas apenas no fim do século XIX o exterior (galilés e torres) estariam concluídos com o traço do arquiteto Ernesto Korrodi.
O santuário tornou-se um dos principais destinos de peregrinação do país, onde acudiam milhares de peregrinos todos os anos. No século XX, o culto desta igreja seria apenas suplantado pelo culto do Santuário de Fátima.
Ainda persiste a celebração pública da devoção ao Senhor Jesus dos Milagres, que ocorre anualmente a 14 de setembro (caso este dia caía à Segunda-feira ou na imediatamente a seguir, caso este dia não caía à Segunda-feira) e é muito famosa pela sua procissão de andores, atraindo a este santuário centenas de pessoas vindas de todo o País.
O Santuário dos Milagres recebeu obras de restauração recentes, devido ao alto estado de degradação a que esteve sujeito em finais do século XX.